# Якоб Андрее
Якоб Андрее (нім. Jakob Andreä; 1528-1590) — німецький лютеранський теолог, один з авторів «Формули Злагоди».

## Біографія
З 1541 року вивчав теологію в університеті Тюбінгена. Згодом Андрее став професором богослов'я в університеті Тюбінгена (1562) і пробстом церкви Святого Георгія. Активно брав участь у внутрипротестантской полеміці і особливо в прийнятті загальної декларації віри між партіями гнесіолютеран і меланхтонистов.
У 1573 році з допомогою Мартіна Крусіуса спробував вступити у письмове спілкування з патріархом Константинпольским Єремією II з метою налагодження контактів між Лютеранською та Православними Церквами, проте ця спроба була відкинута Патріархом.
Андрее був одним з богословів, які підписали в 1577 році «Формулу Злагоди». У 1580 році разом з Мартіном Хемніцем склав «Книгу Злагоди». В останній роки свого життя Андрее багато подорожував по Богемії та Німеччині, працюючи над питанням консолідації реформаторських громад. Зустрічався з пасторами, магістратами і князями. Він був автором більше ніж 150 робіт, більша частина з яких направлена проти кальвіністського віровчення.
Був двічі одружений. Від першого шлюбу з Ганною Ентрінгер мав 20 дітей. Після смерті першої дружини в 1582 році, одружився вдруге — на вдові Регіні Райтер, яка пережила його на два роки. Німецький теолог Йоганн Валентин Андрее (1586—1654) — онук Якоба Андрее.